# Daniel Carasso
Daniel Carasso (16 de desembre de 1905 - 17 de maig de 2009), fou un membre de la família jueu sefardita Carasso i fill d'Isaac Carasso (fundador de l'empresa Danone a Barcelona), que va fundar la companyia Dannon als Estats Units a partir de la qual el Grup Danone es va desenvolupar com a un negoci multinacional.

## Biografia
Daniel Carasso, fill d'Isaac Carasso, va néixer a Tessalònica, Imperi Otomà (actualment, Grècia), on la seva família hi havia viscut des de l'expulsió dels jueus de la Península Ibèrica quatre-cents anys enrere. El 1916, després de les Guerres balcàniques, la família es trasllada a Barcelona. El 1919, Carasso pare va començar produint un iogurt que va anomenar "Danon" a partir del seu malnom català.
El 1923, Carasso es matricula a l'escola empresarial de Marsella i estudia bacteriologia a l'Institut Pasteur. Va agafar el negoci familiar el 1939, a la mort del seu pare, i va obrir una branca a França.
Es va instal·lar als Estats Units el 1941 després de fugir de França amb la invasió dels Nazis. Carasso retorna a França el 1951. Va morir el 2009 a casa seva a París a l'edat de 103 anys.

## Iougurt Dannon
El 1942 va crear una societat amb dos amics familiars, Joe Metzger, un home de negocis suís, i el seu fill Juan. Van comprar una petita companyia de iogurts grecs, Oxy-Gala, i fundaren Dannon Milk Products al Bronx, Nova York. El 1947, Dannon afegia melmelada al iogurt com a concessió als gustos americans i així va veure incrementades les vendes. Va expandir el negoci als formatges i altres productes alimentaris, i va comprar l'empresa americana de Beatrice Foods el 1981, canviant-ne el nom com a Groupe Danone.